# جبل قنديل
جبل قنديل (بالكردية: چیای قەندیل، Çiyayên Qendîl) هو جبل يقع في شمال الكردستان ويطل على الحدود الإيرانية الكرديه ضمن سلسلة جبال زاغروس. ويعتبر من أغنى جبال  العراق بأهمّيته الاستراتيجية والغني بثرواته الطبيعية، وتكثر فيه الحيوانات والطيور ويرجع هذا إلى كون جبل قنديل وعر جدا ويصعب الصيد فيه.
الموقع الجغرافي والخصائص الطبيعية
تمتد جبال قنديل على مسافة تزيد عن 200 كيلومتر، وتشكل جزءًا من سلسلة جبال زاغروس. تتميز المنطقة بوجود غابات كثيفة، تلال مرتفعة، ووديان عميقة، مما يجعلها منطقة ذات طبيعة خلابة . تصل أعلى قمة جبلية في هذه السلسلة إلى ما بين 3000 و4000 متر فوق مستوى سطح البحر.
السكان والأنشطة الاقتصادية
تضم سفوح جبال قنديل ووديانها حوالي 100 قرية، يسكنها غالبية كردية. يعتمد السكان على الرعي وتربية المواشي، بالإضافة إلى زراعة الفواكه مثل الرمان والتفاح والكمثرى. يواجهون تحديات كبيرة بسبب قسوة الطبيعة، حيث يضطرون لتخزين المؤن والأغذية الجافة والحطب لمواجهة الشتاء القارس وهطول الثلوج .
السياحة والطبيعة
رغم الظروف الأمنية، تُعتبر جبال قنديل وجهة سياحية لمحبي الطبيعة والمغامرة. تتميز المنطقة بمناظرها الطبيعية الخلابة، بما في ذلك الغابات الكثيفة، الوديان العميقة، والقمم الجبلية المغطاة بالثلوج، مما يجعلها مكانًا مثاليًا للتنزه والتصوير الفوتوغرافي .
الأهمية الاستراتيجية والسياسية
تعتبر جبال قنديل معقلًا لحزب العمال الكردستاني (PKK)، حيث يستخدمها التنظيم كقاعدة لعملياته العسكرية ضد تركيا. نتيجة لذلك، شنت القوات التركية عدة عمليات عسكرية في المنطقة، مستهدفة مواقع الحزب، بما في ذلك غارات جوية على مواقع مهمة . على الرغم من هذه العمليات، تظل المنطقة تشكل تحديًا أمنيًا مستمرًا.
لماذا جبال قنديل بالتحديد؟
الطبيعة الجغرافية الصعبة: التضاريس الجبلية الوعرة والمرتفعة (بعض القمم تصل إلى أكثر من 3000 متر) تجعل من المنطقة مكانًا مثاليًا للاختباء وصعبًا على القوات التركية أو العراقية السيطرة عليها بشكل دائم.
قربها من الحدود التركية والإيرانية: موقعها الاستراتيجي يسمح لعناصر الحزب بالتحرك عبر الحدود بسهولة نسبية، وشن هجمات داخل الأراضي التركية.
ضعف السيطرة المركزية: رغم أنها تقع ضمن إقليم كردستان العراق، إلا أن السيطرة الفعلية على المناطق الجبلية قليلة، ما يمنح الحزب حرية أكبر في التحرك.
الأنشطة التي يقوم بها PKK في جبال قنديل:
إقامة معسكرات تدريب للمقاتلين.
إنشاء مراكز قيادة وملاجئ تحت الأرض.
تنظيم عمليات إعلامية ودعائية.
شن هجمات عبر الحدود على مواقع تركية.
الرد التركي:
شنت تركيا عشرات العمليات الجوية والبرية ضد مواقع الحزب في قنديل، ضمن عمليات مثل "مخلب النمر" و"مخلب النسر".
تُنفذ القوات التركية ضربات جوية منتظمة ضد ما تقول إنها مواقع للحزب في قنديل.
الموقف الكردي العراقي:
حكومة إقليم كردستان العراق تطالب الحزب بمغادرة المنطقة، وتقول إن وجوده يعرض السكان المدنيين للخطر نتيجة الغارات التركية.
في الوقت نفسه، تُتهم حكومة الإقليم أحيانًا بغضّ الطرف عن وجود الحزب لاعتبارات سياسية معقدة.